# Cock Sparrer
Cock Sparrer é uma banda britânica de punk rock formada em 1972, em Londres, Inglaterra. Seu som tem influências do pub rock, street punk e da música beat britânica dos anos 60.
A maioria de suas letras são relacionadas ao cotidiano da classe trabalhadora, o que muitas vezes confere a eles o título de precursores do subgênero Oi!. O nome da banda era, originalmente, Cock Sparrow, um termo de familiaridade "Cockney" (culturalmente referente à classe trabalhadora de Londres).

## Começo
Quando os Sex Pistols começaram, o Cock Sparrer já estava na ativa havia cerca de um ano, tocando no cenário pub rock londrino. Após a explosão do punk, em 1976, a banda encontrou seu lugar, pois seu rock proletário e agressivo com influências de glam rock se encaixava perfeitamente no novo movimento. Após dois singles em 1977 ("Runnin' Riot" e o cover dos Rolling Stones, "We Love You"), lançaram um álbum chamado Cock Sparrer. Mas o disco só saiu na Espanha, e a banda, cansada de fracassar, acabou. 
Com a explosão do Oi! em 1980, o Cock Sparrer passou a ser cultuado junto ao Sham 69, Menace e Slaughter & The Dogs como precursores do movimento, quando a música "Sunday Stripper" foi incluída na coletânea Oi! The Album e em 1981, as músicas "Taken for a Ride (We Think You Don't)" e "Runnin' Riot" foram incluídas na coletânea Strength Thru Oi!, e a volta foi inevitável. Em 1982 gravaram o clássico LP Shock Troops, que com um punk rock melódico cheio de "singalongs", é considerado por muitos o melhor álbum de Oi!/Streetpunk de todos os tempos. Clássicos como "England Belongs To Me", "Where Are They Now" e "Take 'Em All" nunca mais saem da cabeça de quem escuta.

## Carreira
A banda foi formada em 1972 por Colin McFaull, Mick Beaufoy, Steve "Burge" Burgess and Steve Bruce, que se conheciam desde os onze anos de idade. Inicialmente eles eram uma banda de pub rock, influenciados por bandas como Small Faces, e tocando em casas noturnas ao redor de Londres. Eles seriam mais conhecidos alguns anos depois como uma das mais importantes bandas de punk rock da segunda onda do punk britânico, conhecida como streetpunk/oi!. 
Em 1976, a banda reuniu-se com Malcolm McLaren, que na ocasião teria oferecido à banda assinar um contrato ao lado de sua mais nova descoberta, os Sex Pistols. De acordo com os membros do Cock Sparrer, este contrato nunca foi assinado porque McLaren se recusou a pagar uma rodada de cerveja a eles. Outra explicação foi o fato de que McLaren queria que eles cortassem o cabelo, e que isto foi recusado.
Em 1977, Garrie Lammin (primo de Burge) juntou-se à banda como segundo guitarrista e a banda assinou contrato com a Decca Records, que esperava ganhar muito dinheiro com a explosão do movimento punk. O primeiro single foi "Runnin' Riot", lançado em maio de 1977. Este single não vendeu bem, assim como o single posterior "We Love You", um cover dos Rolling Stones, o que fez com que a Decca Records desistisse da banda em 1978. Os membros da banda já haviam gravado um material para o álbum de estreia, que não foi lançado na época. Então a banda se desfez em 1980. 
Nesse mesmo ano, a música "Sunday Stripper" foi incluida na coletânea Oi! The Album e em 1981, as músicas "Taken for a Ride (We Think You Don't)" e "Runnin' Riot" foram incluídas na coletânea Strength Thru Oi!, o que despertou o interesse pela banda novamente. Eles se reuniram novamente em 1982 e assinaram contrato com a Carrere Records,que lançou o single "England Belongs to Me". O próximo lançamento da banda foi o álbum de estreia, chamado de Shock Troops, em 1983. Neste álbum estão presentes as músicas "Where Are They Now", "I Got Your Number" e "Riot Squad". Em 1984, Beaufoy deixou a banda, sendo substituído por Shug O'Neill, que mais tarde ainda seria substituído pelo brasileiro Chris Skepis. O segundo álbum, Running Riot in '84 foi lançado em Outubro de 1984.
Em 1987, foi lançado o terceiro álbum de estúdio, True Grit, que na verdade se trata do seu primeiro LP, gravado pela Decca Records em 1977, que foi originalmente lançado apenas na Espanha. Desde então, o álbum foi relançado em várias formas, inclusive como Diamonds & Pearls pelo selo DSS e como parte da compilação The Decca Years do selo Captain Oi!.
A banda fez vários shows da reunião em 1992 (com um novo segundo guitarrista, Daryl Smith), e em 1994 lançaram um novo álbum, Guilty as Charged. Em 1997, lançaram mais um álbum, Two Monkeys. Depois disso a banda ocasionalmente saiu em turnês e tocou esporadicamente em festivais punk, incluindo o Festival Wasted/ Rebellion.
Em novembro de 2007, o Cock Sparrer lançou seu sexto álbum de estúdio, chamado Here We Stand. Em abril de 2008 eles encabeçaram o festival Rebellion Vienna e também o festival Rebellion Blackpool em agosto de 2008. Em 2009 eles encabeçaram o festival Punk & Disorderly, em Berlim. Eles ainda tocaram na Riotfest em Chicago, no Congress Theater em 10 de outubro de 2009 e encabeçaram o festival Metro, em 10 de novembro de 2009.
Dan Hardy, o lutador da Ultimate Fighting Championship (UFC), usa a canção "England Belongs to Me" como sua música-tema. E a música "Take 'em All" é sempre cantada pela torcida do time de futebol Seattle Sounders FC.

## Formação atual
- Colin McFaull – Vocais
- Mick Beaufoy – Guitarra
- Steve Burgess – Baixo
- Steve Bruce – Bateria

## Discografia

### Álbuns de estúdio
| Título              | Selo        | Data de lançamento | UK Chart Position |
| ------------------- | ----------- | ------------------ | ----------------- |
| Shock Troops        | Carrere     | 1982               | Não Listado       |
| Running Riot in '84 | Syndicate   | 1984               | Não Listado       |
| True Grit           | Razor       | 1987               | Não Listado       |
| Guilty as Charged   | Bitzcore    | 1994               | Não Listado       |
| Two Monkeys         | Bitzcore    | 1997               | Não Listado       |
| Here We Stand       | Captain Oi! | 2007               | Não Listado       |

### 10" EP
- Run Away EP, 1995, Bitzcore

### Álbuns ao vivo
- Live and Loud, 1987, Link
- Live: Runnin' Riot Across the USA", 2000
- Back Home, 2003, Captain Oi!

### Coletâneas
- England Belongs To Me, 1997, Harry May
- Bloody Minded, 1999, Dr. Strange/Bitzcore
- The Decca Years, 2006, Captain Oi!

### 7" Singles
- "Running Riot" b/w "Sister Suzie", 1977, Decca
- "We Love You" b/w "Chip on my Shoulder", 1977, Decca
- "England Belongs to Me" b/w "Argy Bargy", 1982, Carerre
- "Run Away", 1995, Bitzcore
- "Too Late" b/w "Because You're Young", 2007, Captain Oi!
- "Did You Have A Nice Life Without Me?" b/w "So Many Things", 2008, Dirty Punk (French Import)
- "True To Yourself" b/w "Chip On My Shoulder (Live)", 2008, TKO Records
- "Spirit of '76" b/w laser etching, 2008, Pirates Press Records